# Pohár Českého florbalu
Pohár Českého florbalu (dříve Pohár ČFbU a podle sponzora Pohár České pojišťovny) je pohárovou soutěží Českého florbalu. V soutěži se potkávají týmy z různých úrovní florbalových soutěží.
Vítězové Poháru mají právo reprezentovat Česko na Poháru mistrů.
Historicky nejúspěšnějšími týmy jsou pražské celky Tatran Střešovice a Start98 (ještě pod názvem Herbadent SJM Praha 11).

## Systém soutěže
Do soutěže se mohou přihlásit všechny oddíly Českého florbalu. Účast není povinná, a to ani pro elitní týmy.
V mužské kategorii jsou týmy rozdělené na vrcholovou a otevřenou část. Vrcholovou část hrají týmy z Superligy florbalu, Extraligy žen a nejlepší týmy z 1. ligy. Vrcholová část se hraje od ročníku 2018/2019 ještě v předligovém období na přelomu srpna a září ve skupinách. Nejlepších 10 týmů postupuje přímo do osmifinále poháru. Otevřenou část hrají ostatní týmy, včetně zbývajících týmů 1. ligy, v několika kolech. Pořadatelství prvního kola je určeno losem. Od druhého kola pořádají zápasy slabší týmy. Týmy vyšších soutěží (1. liga, Národní liga a Divize) jsou nasazeny do vyšších kol. Nejlepších šest týmů postupuje do osmifinále, kde se střetnou s týmy z vrcholové části.
Zápasy 1. kola (u žen až do čtvrtfinále) se hrají třikrát 15 minut. Ve vyšších kolech se již hraje na obvyklých 20 minut.

## Historie soutěže
Mužský pohár pod názvem Pohár ČFbU se poprvé hrál v roce 2001, ženská sekce byla založena o tři roky později, tedy v roce 2004.
V letech 2011 až 2019 se soutěž jmenovala podle sponzora Pohár České pojišťovny.
Od roku 2023 mají vítězové pohárů zemí, které soutěží na Poháru mistrů, právo účasti vedle vítězů ligových soutěží.

## Přehled finálových utkání
|           | Muži              | Muži     | Muži                | Ženy                   | Ženy     | Ženy                   |
| Ročník    | Vítězný tým       | Skóre    | Poražený finalista  | Vítězný tým            | Skóre    | Poražený finalista     |
| 2001/2002 | 1. SC Ostrava     | 16 : 3sn | SSK Future          |                        |          |                        |
| 2002/2003 | FBC Ostrava       | 16 : 3sn | SSK Future          |                        |          |                        |
| 2003/2004 | FBC Ostrava       | 12 : 1sn | Tatran Střešovice   |                        |          |                        |
| 2004/2005 | FBC Ostrava       | 15 : 4pn | Tatran Střešovice   | FBC Liberec            | 16 : 4sn | Tatran Střešovice      |
| 2005/2006 | Tatran Střešovice | 17 : 4sn | 1. SC SSK Vítkovice | Tatran Střešovice      | 14 : 2sn | FBC Liberec            |
| 2006/2007 | Tatran Střešovice | 14 : 3sn | Torpedo Havířov     | 1. HFK Děkanka         | 19 : 1sn | Bulldogs Brno          |
| 2007/2008 | Tatran Střešovice | 18 : 7sn | FBC Ostrava         | 1. HFK Děkanka         | 15 : 2sn | FBC Liberec            |
| 2008/2009 | Tatran Střešovice | 18 : 5sn | FBC Ostrava         | 1. HFK Děkanka         | 18 : 2sn | FBC Ostrava            |
| 2009/2010 | Tatran Střešovice | 18 : 4sn | Bulldogs Brno       | Herbadent SJM Praha 11 | 12 : 3sn | Děkanka Praha          |
| 2010/2011 | Tatran Střešovice | 15 : 4sn | Bulldogs Brno       | Herbadent SJM Praha 11 | 15 : 1sn | FbŠ Bohemians          |
| 2011/2012 | 1. SC Vítkovice   | 17 : 5sn | TJ JM Chodov        | Herbadent SJM Praha 11 | 19 : 2sn | FBC Liberec            |
| 2012/2013 | TJ JM Chodov      | 17 : 4sn | Bulldogs Brno       | Herbadent SJM Praha 11 | 16 : 5pn | 1. SC Vítkovice        |
| 2013/2014 | Florbal MB        | 10 : 3sn | Panthers Otrokovice | Herbadent SJM Praha 11 | 17 : 4sn | TJ JM Chodov           |
| 2014/2015 | Florbal MB        | 15 : 4sn | Bulldogs Brno       | 1. SC Vítkovice        | 13 : 2pn | Herbadent SJM Praha 11 |
| 2015/2016 | 1. SC Vítkovice   | 13 : 2sn | Florbal MB          | TJ JM Chodov           | 18 : 3sn | Herbadent SJM Praha 11 |
| 2016/2017 | Florbal MB        | 13 : 1sn | 1. SC Vítkovice     | 1. SC Vítkovice        | 15 : 1sn | FbŠ Bohemians          |
| 2017/2018 | 1. SC Vítkovice   | 12 : 1sn | Florbal MB          | 1. SC Vítkovice        | 17 : 5sn | Florbal Chodov         |
| 2018/2019 | Sokol Pardubice   | 14 : 3sn | FBC Liberec         | FBC Ostrava            | 18 : 6sn | Florbal Chodov         |
| 2019/2020 | Florbal MB        | 16 : 5sn | FbŠ Bohemians       | Florbal Chodov         | 15 : 3sn | Tigers Jižní Město     |
| 2020/2021 | zrušeno           | zrušeno  | zrušeno             | zrušeno                | zrušeno  | zrušeno                |
| 2021/2022 | 1. SC Vítkovice   | 16 : 4sn | AC Sparta Praha     | 1. SC Vítkovice        | 13 : 2pn | Florbal Chodov         |
| 2022/2023 | FbŠ Bohemians     | 10 : 4sn | AC Sparta Praha     | 1. SC Vítkovice        | 11 : 0n  | Tatran Střešovice      |
| 2023/2024 | Tatran Střešovice | 14 : 3sn | Florbal Chodov      | Florbal Chodov         | 17 : 0n  | FBC Ostrava            |
| 2024/2025 | Tatran Střešovice | 14 : 3sn | FbŠ Bohemians       | Tatran Střešovice      | 14 : 2n  | FBS Olomouc            |

Zdroj:

## Přehled nejlepších týmů
| Klub                | Tituly | Finalista | Vítězné ročníky                                |
| ------------------- | ------ | --------- | ---------------------------------------------- |
| Tatran Střešovice   | 8      | 2         | 2005, 2006, 2007, 2008, 2009, 2010, 2024, 2025 |
| Florbal MB          | 4      | 2         | 2013, 2014, 2016, 2019                         |
| 1. SC Vítkovice     | 4      | 2         | 2011, 2015, 2017, 2021                         |
| FBC Ostrava         | 3      | 2         | 2002, 2003, 2004                               |
| FbŠ Bohemians       | 1      | 2         | 2022                                           |
| Florbal Chodov      | 1      | 2         | 2012                                           |
| Sokoli Pardubice    | 1      | –         | 2018                                           |
| 1. SC Ostrava       | 1      | –         | 2011                                           |
| Bulldogs Brno       | –      | 4         |                                                |
| AC Sparta Praha     | –      | 2         |                                                |
| SSK Future          | –      | 2         |                                                |
| FBC Liberec         | –      | 1         |                                                |
| Panthers Otrokovice | –      | 1         |                                                |
| Torpedo Havířov     | –      | 1         |                                                |

| Klub               | Tituly | Finalista | Vítězné ročníky                                |
| ------------------ | ------ | --------- | ---------------------------------------------- |
| Tigers Jižní Město | 8      | 3         | 2006, 2007, 2008, 2009, 2010, 2011, 2012, 2013 |
| 1. SC Vítkovice    | 5      | 1         | 2014, 2016, 2017, 2021, 2022                   |
| Florbal Chodov     | 3      | 4         | 2015, 2019, 2024                               |
| Tatran Střešovice  | 2      | 3         | 2005, 2025                                     |
| FBC Liberec        | 1      | 3         | 2004                                           |
| FBC Ostrava        | 1      | 2         | 2018                                           |
| FbŠ Bohemians      | –      | 2         |                                                |
| Bulldogs Brno      | –      | 1         |                                                |
| FBS Olomouc        | –      | 1         |                                                |